# Eugenio Cajés
Eugenio Cascese, également nommé Caxiesi, Cajés, Cagés ou Caxés (Madrid, 1575 – 15 décembre 1634) est un peintre espagnol de la fin du mouvement maniériste et de la transition vers le naturalisme baroque.

## Biographie
Eugenio est  le fils du peintre Patricio Cascese (1544-1611), qui vint de Toscane pour travailler à l’Escorial vers 1567 ; Eurgenio commença par se former à l’atelier de son père. Il se rendit à Rome pour développer ses connaissances, et vécut dans cette ville avec le peintre Jusepe Martínez (1595). Il revint en Espagne en 1598, et se maria avec la fille d’un charpentier de l’escurial.
À partir de 1602 il signa ses propres toiles et gagna du prestige auprès de la cour. En 1605 il peignit Saint Joaquim et Sainte Anne (Académie San Fernando, Madrid) et commença une carrière aulique en 1606. Il peignit Philippe III d'Espagne en 1608 et certaines fresques du Palais du Pardo avant d’être nommé peintre royal en 1612.
Il collabora avec Vincenzo Carducci aux fresques de la chapelle de la Vierge du Sanctuaire (1615-1616) de la Cathédrale de Tolède. Sur les chapelles latérales qu’il décora seul, il montra de l’intérêt pour les effets de la lumière artificielle de tradition vénitienne sur les toiles des évangélistes et des saints. Il peignit une Sainte Léocadie (1616) pour l’église homonyme et, avec Vincenzo Carducci, le grand retable du Monastère royal de Santa María de Guadalupe.
Il se maria de nouveau en 1618 à Madrid et fut cité également comme sculpteur sur marbre. Il était à l’époque en relation avec le portraitiste Juan Pantoja de la Cruz.
Un thème profane fut peut-être sa dernière œuvre. Ce sont les deux toiles de bataille réalisés pour le Salon des Royaumes du Palais du Buen Retiro (Madrid), réalisés l’année de sa mort (1634) mais qui durent être terminés par ses apprentis Luis Fernández et Antonio de Puga. L’une des deux toiles n’existe plus, mais la seconde est La récupération de Saint Jean de Puerto Rico. Parmi ses nombreuses œuvres, on lui attribue un portrait de Lope de Vega.

## Production artistique

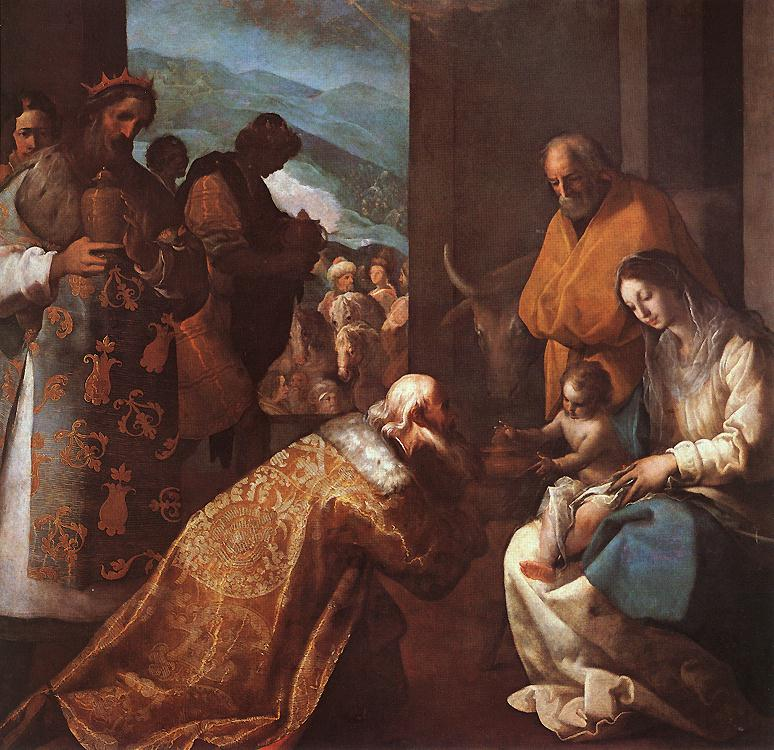
Adoration des Rois Mages.

Il montra dans ses premières œuvres une hésitation entre les modèles de la Renaissance et du naturalisme italien, comme le montre son Assomption du Musée Cerralbo (Madrid). Son goût allait vers le premier style par les formes généreuses et délicatement modelées. Il apprit chez Le Corrège, dont il réalisa des copies de toiles, notamment Léda et le Cygne et Le rapt de Ganymède (Musée du Prado). Son traitement maniéré et capricieux des vêtements avec un chromatisme plan et sans contraste de lumière, sa technique d’esquisse et son d’intérêt pour la beauté per se de ses modèles sont caractéristiques du peintre.

### Principales œuvres
- Récupération de San Juan de Puerto Rico (Musée du Prado, Madrid)
- La Chute des anges rebelles (1605)
- Pentecôtes (1613)
- La Crucifixion de Saint Pierre (1615)
- Sainte Isabelle (1631)
- La expulsion des hollandais de la île Saint-Martin par le marquis de Cedreita (Salon des Royaumes, œuvre perdue).

## Enlaces externes
- Œuvres de Eugenio Cajés
- Eugenio Cajés sur Artcyclopedia